# Seznam písní Marcela Zmožka
Toto je seznam písní, které nazpíval nebo k nim napsal text Marcel Zmožek.

## Seznam
poz. - píseň - (autor hudby / autor textu) - interpret, duet
(h:/t:) - doposud nezjištěný autor hudby nebo textu
- (na doplnění)

## A
- Ave Maria - (Jiří Zmožek / Marcel Zmožek) - Jakub Smolík[1]
  - Ave Maria - (Jiří Zmožek / Marcel Zmožek) - Jiří Zmožek

## B
- Bez nálady - (Jiří Zmožek / Marcel Zmožek) - Jiří Zmožek
- Bude mi dvacet - (Jiří Zmožek / Michal Horáček) - album: Liverpool versus Torino - Jiří Zmožek/Bude mi dvacet - Marcel Zmožek (1985) - Marcel Zmožek

## D
- Darinka - (Jiří Zmožek / Marcel Zmožek) - Jakub Smolík
- Den za záclonou - (Jiří Zmožek / Miroslav Černý) - Marcel Zmožek - původně nazpíval Vítězslav Vávra
- Dobro s láskou vítězí - (Jiří Zmožek / Zdeněk Borovec) - Marcel Zmožek
- Dokud láska zůstává v nás - (Jiří Zmožek / Zdeněk Borovec) - Marcel Zmožek a Ivana Andrlová - z pohádky Ať přiletí čáp, královno!
- Dál točí se svět - (Jiří Zmožek / Marcel Zmožek) - Jiří Zmožek
- Dívka z předměstí - (Z. Hromádka / Boris Janíček) - Marcel Zmožek - album: Sedmikráska/Dívka z předměstí (1986)
- Dluhy - (Jiří Zmožek / Zdeněk Borovec) - Marcel Zmožek a Karel Černoch a Martin Stropnický - z pohádky Ať přiletí čáp, královno!

## H
- Hezky česky - (Jiří Zmožek / Roman Brunclík) - Marcel Zmožek a Michal Suchánek a Jiří Langmajer
- Hříchy mládí - (Jiří Zmožek / Zdeněk Rytíř) - Marcel Zmožek

## J
- Jedeme za Pánem - (Marcel Zmožek / Marcel Zmožek) - Marcel Zmožek - album: Tak šťastnou cestu (2009)
- Jednou přijde stáří - (Jiří Zmožek / Michal Horáček) - Marcel Zmožek
- Ježíšova krevní skupina - (Marcel Zmožek / Marcel Zmožek) - Marcel Zmožek - album: Tak šťastnou cestu (2009)

## K
- Kdyby šel vrátit čas náš - (Jiří Zmožek / Marcel Zmožek) - Jiří Zmožek
- Když andělé pláčou - (Eric Clapton / Marcel Zmožek) - Jakub Smolík[2]
- Když se láska vrací k nám - (Jiří Zmožek / Marcel Zmožek) - Jakub Smolík
  - Když se láska vrací k nám - (Jiří Zmožek / Marcel Zmožek) - Jiří Zmožek
- Krůpěje z Gethsemane - (Marcel Zmožek / Marcel Zmožek) - Marcel Zmožek - album: Tak šťastnou cestu (2009)
- Koleda koleda Štěpáne - (h: / t:) - Marcel Zmožek - album: Tak šťastnou cestu (2009)
- Koníčku, byl jsi vždy mou nadějí - (Jiří Zmožek / Zdeněk Borovec) - Marcel Zmožek - z pohádky Ať přiletí čáp, královno!

## L
- Láska se narodila o Vánocích- (Jiří Zmožek / Marcel Zmožek) - Jakub Smolík[3]
  - Láska se narodila o Vánocích - (Jiří Zmožek / Marcel Zmožek) - Jiří Zmožek[4]
- Láska je největší dar - (Marcel Zmožek / Marcel Zmožek) - Marcel Zmožek - album: Tak šťastnou cestu (2009)
- Lazaret - (Marcel Zmožek / Marcel Zmožek) - Marcel Zmožek - album: Tak šťastnou cestu (2009)

## M
- Muzikanti baroví - (Jiří Zmožek / Jiří Zmožek) - Marcel Zmožek - album: Tak šťastnou cestu (2009)
- Muž se srdcem kovboje - (Marcel Zmožek / Marcel Zmožek) - Jakub Smolík[5]

## N
- Nebuď jako kanibal - (Jiří Zmožek / Marcel Zmožek) - Marcel Zmožek
- Nejhezčí dárek - (Jiří Zmožek / Zdeněk Rytíř) - zpěv: 50 čs. zpěváků
- Největší gentleman - (Marcel Zmožek / Marcel Zmožek) - Marcel Zmožek - album: Tak šťastnou cestu (2009)
- Není malých rolí - (Jiří Zmožek / Marcel Zmožek) - Jiří Krampol
- Nevadí, to zvládnem - (Jiří Zmožek / Zdeněk Borovec) - Marcel Zmožek a Jitka Zelenková - z pohádky Co takhle svatba, princi?

## O
- Otče můj - (Jiří Zmožek / Jiří Zmožek) - Jiří Zmožek a Marcel Zmožek - album: Tak šťastnou cestu (2009)

## P
- Pokoj vám - (Jiří Zmožek / Marcel Zmožek) - Jiří Zmožek
- Prý chlapi nebrečí - (Jiří Zmožek / Marcel Zmožek) - Jakub Smolík
- Příteli Jiří - (Jiří Zmožek / Marcel Zmožek) - Jakub Smolík a Jiří Zmožek[6]

## R
- Ráda vás mám - (Jiří Zmožek / Marcel Zmožek) - Viktorka Genzerová
- Roky bez mámy - (Marcel Zmožek / Marcel Zmožek) - Jakub Smolík[7]
- Říkej mi táto - (Jiří Zmožek / Marcel Zmožek) - Jakub Smolík a Viktorka Genzerová

## S
- Sedmikráska - (Jiří Zmožek / Milan Kořínek) - Marcel Zmožek - album: Sedmikráska/Dívka z předměstí (1986)
- Slzy sedmi bolestí - (Jiří Zmožek / Marcel Zmožek) - Jakub Smolík
  - Slzy sedmi bolestí - (Jiří Zmožek / Marcel Zmožek) - Jiří Zmožek[8]

## T
- Tahleta píseň je Tvá - (Marcel Zmožek / Marcel Zmožek) - Jakub Smolík
- Tak jakýž jsem - (L.B. Bradbury / C. Elliotová, český preklad L.B. Kašpar) - Marcel Zmožek - album: Tak šťastnou cestu (2009)
- Tak Bůh miloval svět - (Jiří Zmožek / text z Biblie Ján 3:16) - Marcel Zmožek a Igor Mamojka - album: Tak šťastnou cestu (2009)
- Tak šťastnou cestu - (Marcel Zmožek / Marcel Zmožek) - Marcel Zmožek - album: Tak šťastnou cestu (2009)
- To býval ráj - (Jiří Zmožek / Marcel Zmožek) - Jiří Zmožek
  - To býval ráj - (Jiří Zmožek / Marcel Zmožek) - Jiří Zmožek a Marcel Zmožek
- Tohle bych všechno chtěl - (Jiří Zmožek / Pavel Vrba) - Marcel Zmožek [9]
- To musím zvládnout sám - (Jiří Zmožek / Zdeněk Rytíř) - Marcel Zmožek - původně nazpíval Karel Gott

## U
- Už mi lásko není dvacet let - (Jiří Zmožek / František Řebíček) - Jiří Zmožek a Marcel Zmožek

## V
- V nebi když andělé pláčou - (Eric Clapton / Marcel Zmožek) - Jiří Zmožek
- Vypusťte Fantóma z láhve - (Jiří Zmožek / Michal Horáček) - Marcel Zmožek

## Z
- Zas mě naladíš - (Jiří Zmožek / Marcel Zmožek) - Jiří Zmožek [10]
- Žádná láska - (Jiří Zmožek / Vladimír Čort)